# Barbara Nelen
Barbara Nelen, née le 20 août 1991 à Gand, est une joueuse belge de hockey sur gazon.

## Biographie

### Enfance et formation
Elle naît le 20 août 1991.

### Carrière
Elle fait partie de la sélection belge au tournoi de hockey sur gazon aux Jeux olympiques d'été de 2012.
Elle est finaliste du Championnat d'Europe de hockey sur gazon féminin 2017.
Elle remporte le Stick d'or féminin en 2011, 2014 et 2016.